# Kanton Château-Gontier-Ouest
Kanton Château-Gontier-Ouest (fr. Canton de Château-Gontier-Ouest) je francouzský kanton v departementu Mayenne v regionu Pays de la Loire. Tvoří ho devět obcí.

## Obce kantonu
- Ampoigné
- Château-Gontier (západní část)
- Chemazé
- Houssay
- Laigné
- Loigné-sur-Mayenne
- Marigné-Peuton
- Origné
- Saint-Sulpice